# Marie Højgaard Andersen
Marie Højgaard Andersen (født 7. april 2002) er en dansk skuespiller fra Aarhus, kendt for sin rolle som Signe Iversen i TV2-julekalenderen Tvillingerne og Julemanden fra 2013. Marie H. Andersen medvirkede i samtlige 24 episoder.
Desuden har Marie H. Andersen medvirket i hovedrollen i to kortfilm i år 2013 med sin storesøster Helene Sophie Højgaard som instruktør.  Den ene kortfilm blev indspillet under titlen Changeling i oktober 2013, mens den anden kortfilm under titlen Matilda havde premiere den 25 december 2013. Endvidere har Marie H. Andersen fået en rolle i yderligere to kortfilm.

## Filmografi
| Film                       | År   | Funktion      | Instruktør             | Produktion    | Kategori |
| -------------------------- | ---- | ------------- | ---------------------- | ------------- | -------- |
| Changeling                 | 2013 | Hovedrolle    | Helene Sophie Højgaard | Potemkin Film | Kortfilm |
| Matilda                    | 2013 | Hovedrolle    | Helene Sophie Højgaard | Potemkin Film | Kortfilm |
| Tvillingerne og Julemanden | 2013 | Signe Iversen | Tilde Harkamp          | Deluca Film   | TV-serie |